# Gramicidin
Gramicidin je heterogena mešanica šestih različnih antibiotičnih spojin, od tega je približno 80 % gramicidina A, 6 % gramicidina B in 14 % gramicidina C. Vse so pridobljene iz bakterije Bacillus brevis in jih s skupnim imenom imenujemo gramicidin D. Gramicidin D predstavljajo linearni pentadekapeptidi – verige, zgrajene iz 15 aminokislin, medtem ko ima gramicidin S ciklično peptidno strukturo.

## Uporaba
Gramicidin deluje proti grampozitivnim bakterijam (z izjemo grampozitivnih bacilov) in določenim gramnegativnim bakterijam, kot je na primer Neisseria.
Njegova terapevtska uporaba je omejena na topično aplikacijo, saj povzroča hemolizo v nižjih koncentracijah, od tistih, ki delujejo protibakterijsko, zato se notranje ne uporablja. Ker pa je povrhnjica (epidermis) sestavljena iz mrtvih celic, uporaba na površju kože ne povzroča škode. 
Uporablja se predvsem kot lokalni antibiotik in je ena izmed treh sestavin antibiotika polisporina za očesne raztopine.

## Zgodovina
Leta 1939 je francoski mikrobiolog René Dubos uspel izolirati tirotricin, kasneje se je izkazalo, da je v resnici izoliral dve substanci, in sicer gramacidin (20%) in kar 80% tirocidina. Danes ju poznamo kot prva komercialno proizvedena antibiotika. Kasneje so jih izpodrinili penicilini, ki so varnejši in imajo širši spekter delovanja.

## Struktura in sestava
Gramicidin je polipeptid, pri katerem se izmenjujeta L- in D-aminokisline (vse izmed njih imajo tudi hidrofobno stransko verigo), ki jih lahko zapišemo s splošno formulo: 
formil-L-X-Gly-L-Ala-D-Leu-L-Ala-D-Val-L-Val-D-Val-L-Trp-D-Leu-L-Y-D-Leu-L-Trp-D-Leu-L-Trp-etanolamin
Aminokislini, označeni z X in Y, se pri različnih molekulah gramicidina razlikujeta. Obstajata valinska in izolevcinska različica vseh treh vrst gramicidina in X lahko predstavlja ali valin ali izolevcin. Y je pri gramicidinu A triptofan, gramicidinu B fenilalanin in gramicidinu C tirozin. Aminokisline si v verigi sledijo alternirajoče glede na stereokemično konfiguracijo (obliki D in L) aminokislin, kar je bistveno za tvorbo vijačnice beta.
Veriga se tvori v hidrofobični notranjosti lipidnega dvosloja celice, kjer se tvori vijačnica beta. Vijačnica sama po sebi ni dovolj dolga, da bi se lahko raztezala čez celotno debelino membrane, ampak dimerizira, tako da tvori podolgovat kanal, ki prebada celično memrano. 
Strukturo gramicidinovega dimera v micelijih (povezanih na način glave z glavo) in lipidnih dvoslojev so določili z NMR-jem, v trdni obliki in raztopini. Strukturo je prvotno predpostavil D. W. Urry leta 1971. V organskih topilih in kristalih te peptidne oblike tvorijo različne tipe nenativnih dvojnih vijačnic.

## Farmakološki učinek
Protibakterijski učinek gramicidina je posledica povečanja prepustnosti celične membrane bakterije, kar omogoča anorganskim enovalentnim kationom (npr. Na+), da potujejo skoznjo in pri tem se poruši ionski gradient med citoplazmo in zunajceličnim okoljem.
Hladky in Haydon sta dokazala, da gramicidin D na grampozitivne bakterije tako, da se tvori v njihovi celični membrani ionske kanalčke. Na splošno so ti kanalčki popolnoma selektivni za enovalentne katione; vrstni red prehodnosti teh alkalnih kationov je enak vrstnemu redu njihove mobilnosti v vodi. Dvovalentni kationi, na primer Ca2+, blokirajo kanal z vezavo blizu njegovega ustja. Kanalčki so praktično neprepustni za dvovalentne katione in tudi za anione. To še posebej velja za Cl-, saj je njegova hidratacijska lupina termodinamsko močnejša kot je pri večini enovalentnih kationov.
Kanal je napolnjen s približno šestimi molekulami vode in skoraj vse te molekule se morajo umakniti, ko pride do transporta iona skozi kanal, zato prehod iona pomeni tudi prehod vodnih molekul (sočasni pretok). 